# Przełęcz Szybeńska
Przełęcz Szybeńska, 1342 m n.p.m. – przełęcz w Karpatach Wschodnich, oddzielająca Czarnohorę od Gór Marmaroskich, położona między szczytami Pop Iwan i Stóg.
Przełęcz położona jest w głównej grani Karpat Wschodnich, stanowiącej zarazem dział wodny między zlewiskiem Dunaju i zlewiskiem Dniestru. W okresie międzywojennym Przełęcz Szybeńska była przełęczą graniczną, a jej wschodnie stoki należały do Polski.  Nazwa przełęczy pochodzi od położonej na wschód od niej wsi Szybeny.
Przez przełęcz przechodzi granica geologiczna między Karpatami Zewnętrznymi i Karpatami Wewnętrznymi, gdyż piaskowce fliszowe, z których zbudowana jest głównie Czarnohora sfałdowane zostały dopiero w trzeciorzędzie, natomiast krystaliczne Góry Marmaroskie zbudowane z metamorficznych skał krystalicznych są znacznie starsze, prawdopodobnie paleozoiczne.
Przełęcz Szybeńska stanowi w miarę dogodne przejście między Podolem a Rusią Węgierską, ale jedynie dla osób pieszych.  Nigdy nie stanowiła powszechnie używanego szlaku komunikacyjnego, nie prowadziła też przez nią żadna droga.  Przełęcz umożliwia natomiast dogodny dostęp do szczytu Pop Iwan Czarnohorski – drugiego pod względem wysokości szczytu w Czarnohorze.  Wejście z przełęczy trwa około 2:30 godziny, lecz szlak ten nie był nigdy znakowany ani tłumnie uczęszczany.  Przełęcz Szybeńska daje też dostęp do Gór Marmaroskich, lecz były one zawsze rzadko odwiedzane, nawet w okresie międzywojennym, gdy tworzący dział wodny północny grzbiet tych gór (zwany niekiedy Górami Czywczyńskimi) stanowił granicę polsko-rumuńską.